# 勒普拉达勒
勒普拉达勒（法語：Le Pradal，法語發音：[lə pʁadal]）是法国埃罗省的一个市镇，属于贝济耶区。该市镇总面积3.8平方公里，2009年时的人口为272人。

## 人口
勒普拉达勒人口变化图示